# Campionati italiani giovanili di pallacanestro
I campionati italiani giovanili di pallacanestro sono divisi in alcune categorie in base alle fasce d'età dei giocatori.

## Campionati maschili
La fase nazionale del campionato juniores (Under 19) si è disputata sin dal 1949, quella cadetti dal 1971, quella allievi dal 1948, quella ragazzi (Under14) dal 1969 e quella propaganda dal 1976 al 1985.
A partire dalla stagione 2001/02 la categoria "Ragazzi", riservata agli Under 14, cambiò denominazione in "BAM" e nel 2005/06 diventa semplicemente "Under 14".
Nella stagione 2001/02 venne introdotto un campionato superiore alla categoria juniores, inizialmente come "Under 20", divenuta poi "Under 21" dal 2004/05.
Nella stagione 2003/04 le annate furono scalate di uno: gli juniores divennero under 18 e i cadetti under 16. Tale slittamento comportò la scomparsa della categoria "Allievi" (under 15), termine che però rimase ad identificare gli under 13: infatti, furono eliminate le due annate della categoria “Propaganda” (under 12 e under 13), sostituite rispettivamente da un'annata aggiuntiva del campionato minibasket, gli “Esordienti”, e da un campionato under 13 denominato appunto “Allievi”.
A partire dalla stagione 2004/05 la tradizionale denominazione delle categorie venne affiancata dalla denominazione “Under”, che divenne poi quella univocamente ufficiale dalla stagione 2005/06. Sempre dalla stagione 2005/06 la categoria "Allievi" diventa "Under 13".
Dopo solo quattro stagioni, dal 2007/08 si abbandonarono le cosiddette "età pari" e si passò alle "età dispari", ed i campionati nazionali divennero rispettivamente "Under 19 d'Eccellenza", "Under 17 d'Eccellenza" e "Under 15 d'Eccellenza". Restarono invece gli "Under 14" e gli "Under 13".
Dal 1969 al 1989 venne disputato un ulteriore campionato denominato "Trofeo Ragazzi" che fu poi ridotto a carattere regionale dal 1990 al 1999 per poi venir ripristinato a livello nazionale dal 2000 al 2003.

### Tornei attivi

#### Under 19
Il Campionato "Under 19" fu denominato Campionato Juniores d'Eccellenza dal 1949 al 2005 per poi divenire "Under 19 d'Eccellenza" dal 2008 al 2015; nel 2006 e 2007 ed a partire dal 2016 fino al 2021 non si è disputato lasciando il posto al campionato "Under 18".
| Stagione              | Campioni d'Italia                           | Note                  |
| Juniores d'Eccellenza | Juniores d'Eccellenza                       | Juniores d'Eccellenza |
| --------------------- | ------------------------------------------- | --------------------- |
| 1948/49               | Ginnastica Triestina (1º titolo)            |                       |
| 1949/50               | Ginnastica Triestina (2º titolo)            |                       |
| 1950/51               | Ginnastica Triestina (3º titolo)            |                       |
| 1951/52               | Victoria Libertas Pesaro (1º titolo)        |                       |
| 1952/53               | Ginnastica Triestina (4º titolo)            |                       |
| 1953/54               | Ginnastica Triestina (5º titolo)            |                       |
| 1954/55               | Concentramenti in Piemonte Campania e Lazio |                       |
| 1955/56               | Victoria Libertas Pesaro (2º titolo)        |                       |
| 1956/57               | Petrarca Padova (1º titolo)                 |                       |
| 1957/58               | Petrarca Padova (2º titolo)                 |                       |
| 1958/59               | Petrarca Padova (3º titolo)                 |                       |
| 1959/60               | Olimpia Milano (1º titolo)                  |                       |
| 1960/61               | Libertas Livorno (1º titolo)                |                       |
| 1961/62               | Olimpia Milano (2º titolo)                  |                       |
| 1962/63               | Robur et Fides Varese (1º titolo)           |                       |
| 1963/64               | Robur et Fides Varese (2º titolo)           |                       |
| 1964/65               | Robur et Fides Varese (3º titolo)           |                       |
| 1965/66               | Nuova Pallacanestro Gorizia (1º titolo)     |                       |
| 1966/67               | Petrarca Padova (4º titolo)                 |                       |
| 1967/68               | Libertas Livorno (2º titolo)                |                       |
| 1968/69               | Pallacanestro Cantù (1º titolo)             |                       |
| 1969/70               | Olimpia Milano (3º titolo)                  |                       |
| 1970/71               | Nuova Pallacanestro Gorizia (2º titolo)     |                       |
| 1971/72               | Virtus Bologna (1º titolo)                  |                       |
| 1972/73               | Pallacanestro Cantù (2º titolo)             |                       |
| 1973/74               | Pallacanestro Cantù (3º titolo)             |                       |
| 1974/75               | Basket Roma (1º titolo)                     |                       |
| 1975/76               | Snaidero Udine (1º titolo)                  |                       |
| 1976/77               | Olimpia Milano (4º titolo)                  |                       |
| 1977/78               | Olimpia Milano (5º titolo)                  |                       |
| 1978/79               | Algida Roma (1º titolo)                     |                       |
| 1979/80               | Basket Mestre (1º titolo)                   |                       |
| 1980/81               | Pallacanestro Cantù (4º titolo)             |                       |
| 1981/82               | Virtus Bologna (2º titolo)                  |                       |
| 1982/83               | Pallacanestro Cantù (5º titolo)             |                       |
| 1983/84               | Pallacanestro Cantù (6º titolo)             |                       |
| 1984/85               | Pallacanestro Livorno (1º titolo)           |                       |
| 1985/86               | Virtus Bologna (3º titolo)                  |                       |
| 1986/87               | Benetton Treviso (1º titolo)                |                       |
| 1987/88               | Virtus Bologna (4º titolo)                  |                       |
| 1988/89               | Fortitudo Bologna (1º titolo)               |                       |
| 1989/90               | Stefanel Trieste (1º titolo)                |                       |
| 1990/91               | Basket Rimini (1º titolo)                   |                       |
| 1991/92               | Juve Caserta (1º titolo)                    |                       |
| 1992/93               | Juve Caserta (2º titolo)                    |                       |
| 1993/94               | Benetton Treviso (2º titolo)                |                       |
| 1994/95               | Pallacanestro Don Bosco Livorno (1º titolo) |                       |
| 1995/96               | Pallacanestro Don Bosco Livorno (2º titolo) |                       |
| 1996/97               | Pallacanestro Don Bosco Livorno (3º titolo) |                       |
| 1997/98               | Olimpia Milano (6º titolo)                  |                       |
| 1998/99               | Olimpia Milano (7º titolo)                  |                       |
| 1999/00               | RB Montecatini Terme (1º titolo)            |                       |
| 2000/01               | Basket Livorno                              |                       |
| 2001/02               | Campus Varese (1º titolo)                   |                       |
| 2002/03               | Virtus Siena (1º titolo)                    |                       |
| 2003/04               | Mens Sana Siena (1º titolo)                 |                       |
| 2004/05               | Mens Sana Siena (2º titolo)                 |                       |
| Under-18              |                                             |                       |
| 2005/06               | Mens Sana Siena (1º titolo)                 |                       |
| 2006/07               | Benetton Treviso (1º titolo)                |                       |
| Under-19 d'Eccellenza |                                             |                       |
| 2007/08               | Mens Sana Siena (3º titolo)                 |                       |
| 2008/09               | Benetton Treviso (3º titolo)                |                       |
| 2009/10               | Virtus Bologna (5º titolo)                  |                       |
| 2010/11               | Benetton Treviso (4º titolo)                |                       |
| 2011/12               | Virtus Bologna (6º titolo)                  |                       |
| 2012/13               | Virtus Bologna (7º titolo)                  |                       |
| 2013/14               | Assigeco Casalpusterlengo (1º titolo)       |                       |
| 2014/15               | Stella Azzurra Roma (1º titolo)             |                       |
| Under-18 d'Eccellenza |                                             |                       |
| 2015/16               | Reyer Venezia (1º titolo)                   |                       |
| 2016/17               | Virtus Bologna (1º titolo)                  |                       |
| 2017/18               | Stella Azzurra Roma (1º titolo)             |                       |
| 2018/19               | Honey Sport City (1º titolo)                |                       |
| 2019/20               | titolo non assegnato                        |                       |
| Under-19 d'Eccellenza |                                             |                       |
| 2020/21               | non disputato                               |                       |
| 2021/22               | Stella Azzurra Roma (2º titolo)             |                       |
| 2022/23               | Stella Azzurra Roma (3º titolo)             |                       |
| 2023/24               | Olimpia Milano (8º titolo)                  |                       |
| 2024/25               | Olimpia Milano (9º titolo)                  |                       |

#### Under-19 Gold
Dal 2011 al 2015, il campionato è chiamato Under 19 Elite; dal 2015 al 2017 Under 18 Elite, dal 2023 Under 19 Gold Torneo Mario Delle Cave.
| Stagione | Campioni d'Italia     | Note |
| -------- | --------------------- | ---- |
| 2012     | Pall. Codroipese      |      |
| 2013     | Maior Senigallia      |      |
| 2014     | Junior Basket Ravenna |      |
| 2015     | Sam Roma              |      |
| 2016     | Dinamo Sassari        |      |
| 2017     | Pall. Novellara       |      |
| 2024     | Stella Azzurra Roma   |      |

#### Under 17
Il campionato per i ragazzi "Under 17" fu denominato "Campionato Cadetti d'Eccellenza" dal 1971 al 2005 per poi divenire "Under 17 d'Eccellenza" dal 2008 al 2015; nel 2006 e 2007 ed a partire dal 2016 non viene disputato per lasciare spazio al campionato della categoria "Under 16".
| Stagione              | Campioni d'Italia                    | Note                 |
| Cadetti d'Eccellenza  | Cadetti d'Eccellenza                 | Cadetti d'Eccellenza |
| --------------------- | ------------------------------------ | -------------------- |
| 1970/71               | Pallacanestro Milano 1958            |                      |
| 1971/72               | Olimpia Milano                       |                      |
| 1972/73               | Pallacanestro Varese                 |                      |
| 1973/74               | Basket Roma                          |                      |
| 1974/75               | Olimpia Milano                       |                      |
| 1975/76               | Galli San Giovanni Valdarno          |                      |
| 1976/77               | Victoria Libertas Pesaro             |                      |
| 1977/78               | Basket Mestre                        |                      |
| 1978/79               | Olimpia Milano                       |                      |
| 1979/80               | Pallacanestro Cantù                  |                      |
| 1980/81               | Pallacanestro Cantù                  |                      |
| 1981/82               | Olimpia Milano                       |                      |
| 1982/83               | Pallacanestro Livorno                |                      |
| 1983/84               | Virtus Bologna                       |                      |
| 1984/85               | Virtus Bologna                       |                      |
| 1985/86               | Benetton Treviso                     |                      |
| 1986/87               | Pallacanestro Cantù                  |                      |
| 1987/88               | Olimpia Milano                       |                      |
| 1988/89               | Basket Rimini                        |                      |
| 1989/90               | Virtus Bologna                       |                      |
| 1990/91               | Virtus Bologna                       |                      |
| 1991/92               | Benetton Treviso                     |                      |
| 1992/93               | Fortitudo Bologna                    |                      |
| 1993/94               | Basket Roma                          |                      |
| 1994/95               | P.G. Basket Modena R. Calabria       |                      |
| 1995/96               | Pallacanestro Cantù                  |                      |
| 1996/97               | Polti Cantù                          |                      |
| 1997/98               | Victoria Libertas Pesaro             |                      |
| 1998/99               | Virtus Bologna                       |                      |
| 1999/00               | Milanotre Basiglio                   |                      |
| 2000/01               | Pallacanestro Varese                 |                      |
| 2001/02               | Mens Sana Siena                      |                      |
| 2002/03               | Mens Sana Siena                      |                      |
| 2003/04               | Robur et Fides Varese                |                      |
| 2004/05               | Mens Sana Siena                      |                      |
| Under 16 d'Eccellenza |                                      |                      |
| 2005/06               | Fortitudo Bologna (1º titolo)        |                      |
| 2006/07               | Victoria Libertas Pesaro (1º titolo) |                      |
| Under 17 d'Eccellenza |                                      |                      |
| 2007/08               | Virtus Bologna                       |                      |
| 2008/09               | Victoria Libertas Pesaro             |                      |
| 2009/10               | Mens Sana Siena                      |                      |
| 2010/11               | Virtus Siena                         |                      |
| 2011/12               | Virtus Bologna                       |                      |
| 2012/13               | Olimpia Milano                       |                      |
| 2013/14               | Virtus Bologna                       |                      |
| 2014/15               | Pistoia Basket 2000                  |                      |
| Under 16 d'Eccellenza |                                      |                      |
| 2015/16               | Pégaso Ragusa (1º titolo)            |                      |
| 2016/17               | Stella Azzurra Roma (1º titolo)      |                      |
| 2017/18               | PGC Cantú (1º titolo)                |                      |
| 2018/19               | Stella Azzurra Roma (2º titolo)      |                      |
| Under 17 d'Eccellenza |                                      |                      |
| 2021/22               | Pallacanestro Varese                 |                      |
| 2022/23               | Stella Azzurra Roma                  |                      |
| 2023/24               | Orange1 Bassano                      |                      |

#### Under 15
Il Campionato "Under 15", in principio denominato "Allievi", divenne "Campionato BAM" dal 2003 al 2005, tornò a chiamarsi Campionato "Under 15" dal 2008.
| Stagione | Campioni d'Italia                       | Note               |
| -------- | --------------------------------------- | ------------------ |
| 1947/48  | Alabarda Trieste (1º titolo)            |                    |
| 1948/49  | San Giusto Trieste (1º titolo)          |                    |
| 1949/64  |                                         |                    |
| 1964/65  | Libertas Livorno (1º titolo)            |                    |
| 1965/66  | Virtus Bologna (1º titolo)              |                    |
| 1966/67  | Libertas Brindisi (1º titolo)           |                    |
| 1967/68  | Pallacanestro Cantù (1º titolo)         |                    |
| 1966/69  | Pallacanestro Cantù (2º titolo)         |                    |
| 1969/70  | Pallacanestro Milano 1958 (1º titolo)   |                    |
| 1970/71  | Pallacanestro Cantù (3º titolo)         |                    |
| 1971/72  | Victoria Libertas Pesaro (1º titolo)    |                    |
| 1972/73  | Olimpia Milano (1º titolo)              |                    |
| 1973/74  | Galli San Giovanni Valdarno (1º titolo) |                    |
| 1974/75  | Basket Mestre (1º titolo)               |                    |
| 1975/76  | Fortitudo Bologna (1º titolo)           |                    |
| 1976/77  | Pallacanestro Varese (1º titolo)        |                    |
| 1977/78  | Olimpia Milano (2º titolo)              |                    |
| 1978/79  | AMG Sebastiani Basket Rieti (1º titolo) | Foto della squadra |
| 1979/80  | Virtus Roma (1º titolo)                 |                    |
| 1980/81  | Basket Mestre (2º titolo)               |                    |
| 1981/82  | Juve Caserta (1º titolo)                |                    |
| 1982/83  | Basket Mestre (3º titolo)               |                    |
| 1983/84  | Edera Endas Milano (1º titolo)          |                    |
| 1984/85  | Olimpia Milano (3º titolo)              |                    |
| 1985/86  | Olimpia Milano (4º titolo)              |                    |
| 1986/87  | Basket Rimini (1º titolo)               |                    |
| 1987/88  | Libertas Livorno (2º titolo)            |                    |
| 1988/89  | Virtus Bologna (2º titolo)              |                    |
| 1989/90  | Fortitudo Bologna (2º titolo)           |                    |
| 1990/91  | Benetton Treviso (1º titolo)            |                    |
| 1991/92  | Libertas Livorno (3º titolo)            |                    |
| 1992/93  | Virtus Bologna (3º titolo)              |                    |
| 1993/94  | Pallacanestro Cantù (4º titolo)         |                    |
| 1994/95  | Virtus Bologna (4º titolo)              |                    |
| 1995/96  | Halley Sport Roma (1º titolo)           |                    |
| 1996/97  | Robur et Fides Varese (1º titolo)       |                    |
| 1997/98  | Pallacanestro Livorno (1º titolo)       |                    |
| 1998/99  | Scaligera Verona (1º titolo)            |                    |
| 1999/00  | Fortitudo Bologna (3º titolo)           |                    |
| 2000/01  | Pallacanestro Varese (2º titolo)        |                    |
| 2001/02  | Santa Croce Olbia (1º titolo)           |                    |
| 2002/03  | Robur et Fides Varese (1º titolo)       |                    |
| 2003/04  | Pontevecchio Bologna (1º titolo)        |                    |
| 2004/05  | Stelle Marine Ostia (1º titolo)         |                    |
| 2005/06  | non disputato                           |                    |
| 2006/07  | non disputato                           |                    |
| 2007/08  | Mens Sana Siena (1º titolo)             |                    |
| 2008/09  | Virtus Siena (1º titolo)                |                    |
| 2009/10  | Vis Nova Roma (1º titolo)               |                    |
| 2010/11  | Olimpia Milano (5º titolo)              |                    |
| 2011/12  | Reyer Venezia (1º titolo)               |                    |
| 2012/13  | Mens Sana Siena (2º titolo)             |                    |
| 2013/14  | Stella Azzurra Roma (1º titolo)         |                    |
| 2014/15  | Stella Azzurra Roma (2º titolo)         |                    |
| 2015/16  | Libertas Cernusco (1º titolo)           |                    |
| 2016/17  | Stella Azzurra Roma (3º titolo)         |                    |
| 2017/18  | Stella Azzurra Roma (4º titolo)         |                    |
| 2018/19  | Stella Azzurra Roma (5º titolo)         |                    |
| 2019/20  | titolo non assegnato                    |                    |
| 2020/21  | titolo non assegnato                    |                    |
| 2021/22  | Olimpia Milano (6º titolo)              |                    |
| 2022/23  | Varese Academy Conforama Italia         |                    |
| 2023/24  | Olimpia Milano (7º titolo)              |                    |
| 2024/25  | Olimpia Milano (8º titolo)              |                    |

#### Under 13
Dal 1975 al 1985 campionato Propaganda, dal 2022 Jr. NBA FIP U13 Championship.
| Stagione                     | Campioni d’Italia                          | Note                  |
| Campionato Propaganda        | Campionato Propaganda                      | Campionato Propaganda |
| ---------------------------- | ------------------------------------------ | --------------------- |
| 1975/76                      | C.A.P. Bologna (1º titolo)                 |                       |
| 1976/77                      | Auxilium Torino (1º titolo)                |                       |
| 1977/78                      | Victoria Libertas Pesaro (1º titolo)       |                       |
| 1978/79                      | Pontedera (1º titolo)                      |                       |
| 1979/80                      | Laetitia Pallacanestro Venezia (1º titolo) |                       |
| 1980/81                      | Scavolini Pesaro (2º titolo)               |                       |
| 1981/82                      | Libertas Livorno (1º titolo)               |                       |
| 1982/83                      | Edera Endas Milano (1º titolo)             |                       |
| 1983/84                      | Lebole Mestre (1º titolo)                  |                       |
| 1984/85                      | Olimpia Milano (1º titolo)                 |                       |
| Jr. NBA FIP U13 Championship |                                            |                       |
| 2022/23                      | Anzio Basket Club/Dallas Mavericks         |                       |
| 2023/24                      | EA7 Emporio Armani/Oklahoma City Thunder   |                       |

### Tornei non attivi

#### Giovani Fascisti
Torneo disputato per i giovani fascisti, ovvero ragazzi tra i 18 e i 21 anni.
| Stagione | Sede    | Campioni d'Italia | Formazione                                                                    | Note                   |
| -------- | ------- | ----------------- | ----------------------------------------------------------------------------- | ---------------------- |
| 1934     | Bari    | C.F. Bologna      | Pirazzoli, Casanova, Marinelli, Vannini, Girotti, Buldrini, Baggioni          | 2ª Roma, 3ª Milano     |
| 1935     | Genova  | C.F. Milano       | Pandolfi, Fedeli, Valenti, Rastelli, Quinté, Canetta, Previero                | 2ª Bologna, 3ª Trieste |
| 1936     | Torino  | C.F. Milano       | Pandolfi, Croce, Canetta, Diletti, Oppizio, Previero, Pizzagalli              | 2ª Roma, 3ª Livorno    |
| 1937     | Bologna | C.F. Milano       | Pizzagalli, Quinté, Canetta, Ripamonti, Diletti, Pandolfi, Garavaglia, Fedeli | 2ª Trieste, 3ª Bologna |
| 1938     |         | Gil Milano        | [ 10 ]                                                                        |                        |

#### Under 21 e Under 20
Il Campionato "Under 21" si è disputato al posto del "Under 20" per sei edizioni tra il 2004 ed il 2010. L'Under 20 è stato disputato occasionalmente in alternanza con il campionato Under 21, dalla stagione 2018/2019 assume carattere di torneo a livello regionale.
| Stagione | Campioni d'Italia                     | Note     |
| Under-20 | Under-20                              | Under-20 |
| -------- | ------------------------------------- | -------- |
| 2001/02  | Progresso Castel Maggiore (1º titolo) |          |
| 2002/03  | Reggiana (1º titolo)                  |          |
| 2003/04  | Mens Sana Siena (1º titolo)           |          |
| Under-21 |                                       |          |
| 2004/05  | C.S. Aeronautica Militare             |          |
| 2005/06  | Olimpia Milano                        |          |
| 2006/07  | Reggiana                              |          |
| 2007/08  | Bet Plus Tiber Basket                 |          |
| 2008/09  | Basket Empedocle                      |          |
| 2009/10  | Pallacanestro Palestrina              |          |
| Under-20 |                                       |          |
| 2015/16  | Pallacanestro Cantù (1º titolo)       |          |
| 2016/17  | PMS Basketball (1º titolo)            |          |
| 2017/18  | Treviso Basket (1º titolo)            |          |

#### Avanguardisti
Il campionato nazionale per gli avanguardisti era riservato ai giocatori tra i 14 e i 18 anni della Gioventù Italiana del Littorio.
| Stagione | Campioni d'Italia | Note   |
| -------- | ----------------- | ------ |
| 1938/39  | Gil Venezia       | [ 12 ] |

#### Under-14
Le finali nazionali Under-14 si sono tenute dal 2012 al 2019.
| Stagione | Campioni d'Italia            | Note |
| -------- | ---------------------------- | ---- |
| 2012     | Montepaschi Mens Sana Siena  |      |
| 2013     | Umana Reyer Venezia          |      |
| 2014     | Armani Junior Olimpia Milano |      |
| 2015     | Unipol Banca Virtus Bologna  |      |
| 2016     | non disputato                |      |
| 2017     | Stella Azzurra Roma          |      |
| 2018     | BSL San Lazzaro              |      |
| 2019     | Oxygen Bassano               |      |

## Campionati femminili

### Tornei attivi

#### Under 19
Fino al 2005 il campionato Under 19 era denominato "Juniores femminile", nel 2006 non si è disputato sostituito dal campionato "Under 18" così come dal 2016 al 2019.
Juniores Femminile
| Stagione           | Campioni d'Italia           | Note               |
| Juniores femminile | Juniores femminile          | Juniores femminile |
| ------------------ | --------------------------- | ------------------ |
| 1964/65            | Mivar Trieste               |                    |
| 1965/66            | Mivar Trieste               |                    |
| 1966/67            | Marina Mercantile Trieste   |                    |
| 1967/68            | Marina Mercantile Trieste   |                    |
| 1968/69            | A.L. S. Lucca               |                    |
| 1969/70            | A.S. Vicenza                |                    |
| 1970/71            | Geas Sesto San Giovanni     |                    |
| 1971/72            | Intercontinental Roma       |                    |
| 1972/73            | Standa Milano               |                    |
| 1973/74            | Geas Sesto San Giovanni     |                    |
| 1974/75            | Geas Sesto San Giovanni     |                    |
| 1975/76            | Standa Milano               |                    |
| 1976/77            | Galli San Giovanni Valdarno |                    |
| 1977/78            | Pagnossin Treviso           |                    |
| 1978/79            | Pagnossin Treviso           |                    |
| 1979/80            | GBC Milano                  |                    |
| 1980/81            | GBC Milano                  |                    |
| 1981/82            | Zolu Vicenza                |                    |
| 1982/83            | Zolu Vicenza                |                    |
| 1983/84            | Galli San Giovanni Valdarno |                    |
| 1984/85            | Ginnastica Comense          |                    |
| 1985/86            | Primigi Vicenza             |                    |
| 1986/87            | Primigi Vicenza             |                    |
| 1987/88            | Oece Basket Cavezzo         |                    |
| 1988/89            | Sidis Ancona                |                    |
| 1989/90            | Ahena Cesena                |                    |
| 1990/91            | Ahena Cesena                |                    |
| 1991/92            | Ahena Cesena                |                    |
| 1992/93            | Etruria Basket Pistoia      |                    |
| 1993/94            | Ahena Cesena                |                    |
| 1994/95            | Ahena Cesena                |                    |
| 1995/96            | A.S. Vicenza Latte Soligo   |                    |
| 1996/97            | Basket Parma                |                    |
| 1997/98            | A.S. Basket Pavia           |                    |
| 1998/99            | Basket Club Valtarese 2000  |                    |
| 1999/00            | Basket Laghi Cit Varese     |                    |
| 2000/01            | Basket Club Valtarese 2000  |                    |
| 2001/02            | Basket Club Valtarese 2000  |                    |
| 2002/03            | San Raffaele Roma           |                    |
| 2003/04            | Geas Sesto San Giovanni     |                    |
| 2004/05            | Basket Treviso              |                    |
| Under-18 femminile |                             |                    |
| 2005/06            | Basket Treviso              |                    |
| Under-19 femminile |                             |                    |
| 2006/07            | San Raffaele Roma           |                    |
| 2007/08            | San Raffaele Roma           |                    |
| 2008/09            | Lib. Sporting Club Udine    |                    |
| 2009/10            | Libertas Bologna            |                    |
| 2010/11            | Vis Basket Cervia           |                    |
| 2011/12            | Geas Sesto San Giovanni     |                    |
| 2012/13            | Reyer Venezia               |                    |
| 2013/14            | Geas Sesto San Giovanni     |                    |
| 2014/15            | Magika Castel San Pietro    |                    |
| Under-18 femminile |                             |                    |
| 2015/16            | Reyer Venezia               |                    |
| 2016/17            | Reyer Venezia               |                    |
| 2017/18            | Costa Masnaga               |                    |
| 2018/19            | Reyer Venezia               |                    |
| Under-19 femminile |                             |                    |
| 2021/22            | Costa Masnaga               |                    |
| 2022/23            | Basket Roma                 |                    |
| 2023/24            | Magnolia CB                 |                    |
| 2024/25            | Magnolia CB                 |                    |

#### Under 17
Il campionato Under 17 fino al 2005 era denominato "Cadette femminile", dal 2005 e il 2007 non si è giocato a favore del campionato "Under 16", dal 2008 al 2015 era denominato "Under 17" e dal 2016 al 2019 non si è giocato a favore del campionato "Under 16" per riprendere successivamente il nome "Under 17".
| Stagione          | Campioni d'Italia                | Note              |
| Cadette Femminile | Cadette Femminile                | Cadette Femminile |
| ----------------- | -------------------------------- | ----------------- |
| 1981/82           | Zolu Vicenza                     |                   |
| 1982/83           | Galli San Giovanni Valdarno      |                   |
| 1983/84           | GBC Milano                       |                   |
| 1984/85           | Pall. Schio                      |                   |
| 1985/86           | Pall. Schio                      |                   |
| 1986/87           | Pall. Schio                      |                   |
| 1987/88           | Omsa Faenza                      |                   |
| 1988/89           | Ahena Cesena                     |                   |
| 1989/90           | Ahena Cesena                     |                   |
| 1990/91           | Galli San Giovanni Valdarno      |                   |
| 1991/92           | Sita A.S.B. Bari                 |                   |
| 1992/93           | Ahena Cesena                     |                   |
| 1993/94           | Stelle Marine Ostia              |                   |
| 1994/95           | Basket Parma                     |                   |
| 1995/96           | Ginnastica Comense 1872          |                   |
| 1996/97           | Ginnastica Comense 1872          |                   |
| 1997/98           | San Raffaele Roma                |                   |
| 1998/99           | Futura Basket Brindisi           |                   |
| 1999/00           | Pallacanestro Torino             |                   |
| 2000/01           | Basket Parma                     |                   |
| 2001/02           | Pall. L'aquila Napoli            |                   |
| 2002/03           | Basket Treviso                   |                   |
| 2003/04           | Basket Treviso                   |                   |
| 2004/05           | Reyer Venezia                    |                   |
| Under 16          |                                  |                   |
| 2005/2006         | Pol G. Masi Arci Uisp            |                   |
| 2006/2007         | Ginnastica Comense 1872          |                   |
| Under 17          |                                  |                   |
| 2007/08           | San Raffaele Roma                |                   |
| 2008/09           | Basket Serenissima               |                   |
| 2009/10           | San Martino                      |                   |
| 2010/11           | GEAS                             |                   |
| 2011/12           | GEAS                             |                   |
| 2012/13           | Fortitudo Rosa Bologna           |                   |
| 2013/14           | Reyer Venezia                    |                   |
| Under 16          |                                  |                   |
| 2015/2016         | Rittmeyer Giants Basket Marghera |                   |
| 2016/2017         | Rittmeyer Giants Basket Marghera |                   |
| 2017/2018         | Basket Costa                     |                   |
| 2018/2019         | Basket Costa                     |                   |
| Under 17          |                                  |                   |
| 2021/22           | Basket Roma                      |                   |
| 2022/23           | Magnolia CB                      |                   |
| 2023/24           | Magnolia CB                      |                   |

#### Under 15
Il campionato riservato alla categoria Under 15 fino al 2001 era chiamato "Allieve femminile". Tra 2002 e il 2005 ha assunto la denominazione "BAM". Nel 2008 ha assunto la denominazione Under 15 dopo che nel 2006 e nel 2007 non si era disputato. Dopo una pausa nel 2015-2016, il campionato riprende nel 2016-2017 come Under 14 e dal 2021 di nuovo come Under 15.
| Stagione  | Campioni d'Italia                 | Note    |
| Allieve   | Allieve                           | Allieve |
| --------- | --------------------------------- | ------- |
| 1967/68   | Marina Mercantile Trieste         |         |
| 1968/69   | Fiat Torino                       |         |
| 1969/70   | A.S. Vicenza                      |         |
| 1970/71   | Geas Sesto San Giovanni           |         |
| 1971/72   | Borsci Taranto                    |         |
| 1972/73   | Interclub Muggia                  |         |
| 1973/74   | Geas Sesto San Giovanni           |         |
| 1974/75   | Galli San Giovanni Valdarno       |         |
| 1975/76   | A.S. Cademartori Vicenza          |         |
| 1976/77   | A.S. Vicenza                      |         |
| 1977/78   | Pagnossin Treviso                 |         |
| 1978/79   | Alabarda Trieste                  |         |
| 1979/80   | Algida Roma                       |         |
| 1980/81   | Algida Roma                       |         |
| 1981/82   | GBC Milano                        |         |
| 1982/83   | GBC Milano                        |         |
| 1983/84   | Lib. Trieste                      |         |
| 1984/85   | Interclub Muggia                  |         |
| 1985/86   | Audax Termac Livorno              |         |
| 1986/87   | Crup Trieste                      |         |
| 1987/88   | Nuova Cestistica Latina           |         |
| 1988/89   | Galli San Giovanni Valdarno       |         |
| 1989/90   | Ecoveneta Vicenza                 |         |
| 1990/91   | Stelle Marine Ostia               |         |
| 1991/92   | Stelle Marine Ostia               |         |
| 1992/93   | Basket Parma                      |         |
| 1993/94   | Basket Parma                      |         |
| 1994/95   | B.C. Vittuone                     |         |
| 1995/96   | San Raffaele Roma                 |         |
| 1996/97   | Ginnastica Comense 1872           |         |
| 1997/98   | Pallacanestro Torino              |         |
| 1998/99   | Bees Basket Pavia                 |         |
| 1999/00   | Girls Livorno                     |         |
| 2000/01   | Stelle Marine Ostia               |         |
| BAM       |                                   |         |
| 2001/02   | Basket Treviso                    |         |
| 2002/03   | V.C.O. Noicom Villa               |         |
| 2003/04   | Ginnastica Triestina              |         |
| 2004/05   | Stelle Marine Ostia               |         |
| Under 15  |                                   |         |
| 2007/08   | Lazur Catania                     |         |
| 2008/09   | Kinder+ Sport Giò Basket Dueville |         |
| 2009/10   | Geas Sesto San Giovanni           |         |
| 2010/11   | Geas Sesto San Giovanni           |         |
| 2011/12   | Magika Castel San Pietro          |         |
| 2012/13   | Umana Reyer Venezia               |         |
| 2013/14   | Umana Reyer Venezia               |         |
| 2014/15   | Interclub Muggia                  |         |
| 2015/2016 | non assegnato                     |         |
| Under 14  |                                   |         |
| 2016/2017 | Mia Costa Masnaga                 |         |
| 2017/2018 | Granda College Cuneo              |         |
| 2018/2019 | Basket Roma                       |         |
| Under 15  |                                   |         |
| 2021/2022 | Roma Team Up                      |         |
| 2022/2023 | Basket Roma                       |         |
| 2023/2024 | Umana Reyer Venezia               |         |

#### Under-13
Dal 2022 Jr. NBA FIP U13 Championship.
| Stagione                     | Campioni d’Italia                               | Note                         |
| Jr. NBA FIP U13 Championship | Jr. NBA FIP U13 Championship                    | Jr. NBA FIP U13 Championship |
| ---------------------------- | ----------------------------------------------- | ---------------------------- |
| 2022/23                      | Pallacanestro Femminile Firenze/Detroit Pistons |                              |
| 2023/24                      | Basket Costa/Denver Nuggets                     |                              |

### Tornei non attivi

#### Giovani fasciste
Torneo disputato per i giovani fasciste, ovvero ragazze tra i 18 e i 21 anni.
| Stagione | Sede | Campioni d'Italia | Formazione | Note |
| -------- | ---- | ----------------- | ---------- | ---- |
| 1938     |      | Gil Genova        | [ 11 ]     |      |

#### Under 20
Il campionato Under-20 femminile si è disputato nel 2001-'02 e dal 2015 al 2018.
| Stagione | Campioni d'Italia                  | Note |
| -------- | ---------------------------------- | ---- |
| 2001/02  | Interclub Muggia (1º titolo)       |      |
| 2002/15  | non disputato                      |      |
| 2015/16  | Minibasket Battipaglia (1º titolo) |      |
| 2016/17  | Minibasket Battipaglia (2º titolo) |      |
| 2017/18  | Reyer Venezia (1º titolo)          |      |

#### Trofeo Ragazze
Il Trofeo Ragazze si è disputato dal 1972 al 1981 e dal 2000 al 2001.
| Stagione | Campioni d'Italia           | Note |
| -------- | --------------------------- | ---- |
| 1971/72  | Geas Sesto San Giovanni     |      |
| 1972/73  | Interclub Muggia            |      |
| 1973/74  | A.S. Vicenza                |      |
| 1974/75  | Fiat Torino                 |      |
| 1975/76  | Standa Milano               |      |
| 1976/77  | Standa Milano               |      |
| 1977/78  | Alba Milano                 |      |
| 1978/79  | A.S. Vicenza                |      |
| 1979/80  | Galli San Giovanni Valdarno |      |
| 1980/81  | Zolu Vicenza                |      |
| 1999/00  | Stelle Marine Ostia         |      |
| 2000/01  | Noicom Torino               |      |

## Trofeo delle Regioni
Il Trofeo delle Regioni è un torneo che si svolge annualmente tra le rappresentative regionali giovanili, sia del settore maschile (Under 14) che di quello femminile (Under 15). È stato istituito nel 1982 con il nome di Torneo Decio Scuri, in onore di uno dei pionieri della pallacanestro italiana, e ha avuto cadenza annuale fino al 1992. Dopo alcune edizioni saltuarie, la Federazione lo ha riattivato per le due sezioni nel 2003 con il nome attuale.
Nell'albo d'oro recente la Lombardia è la regione che figura con più vittorie (2000, 2001, 2003, 2012, 2015 e 2018 maschili, 2005, 2007, 2009, 2010, 2011, 2018 e 2019 femminili) poi il Veneto (2005, 2006, 2007 e 2019 maschili, 2004, 2006, 2008, 2012 e 2014 femminili); seguono la Toscana (2004 e 2009 maschile, 2015 femminile), il Lazio (2008, 2011 e 2014 maschile), il Friuli-Venezia Giulia (2002 femminile), e l'Emilia-Romagna (2010 maschile).
| Stagione | Maschile       | Femminile             |
| -------- | -------------- | --------------------- |
| 2002     | Lombardia      | Friuli-Venezia Giulia |
| 2003     | Lombardia      | Veneto                |
| 2004     | Toscana        | Veneto                |
| 2005     | Veneto         | Lombardia             |
| 2006     | Veneto         | Lombardia             |
| 2007     | Veneto         | Veneto                |
| 2008     | Lazio          | Lombardia             |
| 2009     | Toscana        | Veneto                |
| 2010     | Emilia-Romagna | Lombardia             |
| 2011     | Lazio          | Lombardia             |
| 2012     | Lombardia      | Veneto                |
| 2013     | Emilia-Romagna | Veneto                |
| 2014     | Lazio          | Veneto                |
| 2015     | Lombardia      | Toscana               |
| 2016     | Lazio          | Lombardia             |
| 2017     | Lombardia      | Lombardia             |
| 2018     | Lombardia      | Lombardia             |
| 2019     | Veneto         | Lombardia             |

## Trofeo Bulgheroni
Il "Trofeo Bulgheroni" è un torneo che ha cadenza annuale dal 1989, anno della prima edizione, riservato alle rappresentative regionali della categoria Under 13 maschile e femminile di fatto questo torneo offre un antipasto di quel che sarà il Trofeo delle Regioni (riservato alle categorie Under 14 maschile e Under 15 femminile).
Nel 2011 a fare il bis ovvero vincere in tutte e due le categorie fu la compagine Lombarda mentre nel 2012 fu il Veneto a trionfare nella categoria maschile mentre in quella femminile si riconfermò la compagine lombarda. L'edizione di Bormio 2014 ha visto l'affermazione ancora una volta della Lombardia maschile, mentre per il torneo femminile c'è stata l'affermazione della Toscana.
| Stagione | Maschile  | Femminile |
| -------- | --------- | --------- |
| 2010     | Lombardia | Veneto    |
| 2011     | Lombardia | Lombardia |
| 2012     | Veneto    | Veneto    |
| 2013     | Lombardia | Lombardia |
| 2014     | Lombardia | Toscana   |